# Euphonia mesochrysa
La eufonia verdosa (Euphonia mesochrysa), también conocida como eufonia bronceada, eufonia verdibronceada o fruterito de vientre bronceado, es una especie de ave paseriforme en la familia Fringillidae (antes en Thraupidae) encontrada en América del Sur.

## Distribución y hábitat
Habita en los bosques húmedos de Bolivia, Colombia, Ecuador y Perú.

## Subespecies
Se reconocen tres subespecies:
- E. m. mesochrysa Salvadori, 1873– en el centro de Colombia (valle del Magdalena) y el este de Ecuador;
- E. m. media (J. T. Zimmer, 1943)– en el Perú;
- E. m. tavarae (Chapman, 1925)– en el sureste de Perú y el noroeste de Bolivia.